# Maddalena penitente (Donatello)
Maria Maddalena è una scultura intagliata in legno (altezza 188 cm), realizzata dallo scultore fiorentino Donatello e datata tra il 1453 e il 1455. Eseguita per il Battistero fiorentino, suscitò scalpore e ammirazione a causa dello scabro (scandaloso) realismo.

## Storia
La documentazione pervenutaci è estremamente scarna. Vasari la cita come un'opera dall'anatomia perfettamente studiata senza alcuna pecca. Nata nella fase matura dell'artista (eseguita all'età di settant'anni), fu commissionata forse per il Battistero di Firenze nel 1453, anno in cui Donatello tornava nella città natale dopo aver trascorso un fruttuoso decennio a Padova (1443-1453). Donatello all'epoca era ormai anziano e la sua malattia e decadimento fisico per la vecchiaia sicuramente favorì la concentrazione su temi legati all'aldilà e all'espressione dei sentimenti davanti alla morte incombente, difficilmente alla portata di artisti giovani.
Disseccata e ascetica, la scultura influenzò non poco la sensibilità dei fiorentini. Già nel 1455 ce ne fu un'altra, chiaramente ispirata a quella di Donatello, della bottega di Neri di Bicci (Museo della Collegiata di Empoli), che segna il termine ante quem per il completamento dell'opera. Da lì in poi furono numerose le repliche ed imitazioni, che testimoniano la profonda impressione dell'esile e raccapricciante vecchia esercitata sui cittadini.
Non si sa esattamente quale fosse la destinazione originale, è noto solo che nel 1500 si trovava in Battistero, come attesta un pagamento da parte dell'Arte di Calimala, patrona del luogo di culto, all'orafo Jacopo Sogliani per un diadema per la Maddalena. Forse però era già stata vista in questa collocazione da Carlo VIII di Valois, che, secondo Del Migliore, offrì un'ingente somma per acquistarla mentre era accampato con il suo esercitò nei dintorni della città. Nel tempo venne spostata più volte, poiché probabilmente non era originariamente destinata a una collocazione precisa. 
Sopravvissuta alla catastrofica alluvione di Firenze del 1966, ha riportato danni alla policromia, il che conferì alla figura un carattere più essenziale. Nel 1972, al termine di un capillare restauro, è stata esposta nel Museo dell'Opera del Duomo.

## Descrizione e stile
(Giorgio Vasari, Le vite de' più eccellenti pittori, scultori e architettori, edizione giuntina, 1568.)
La Maria Maddalena è rappresentata negli anni della vecchiaia, quando pellegrinò incessantemente digiunando nelle foreste nel sud della Francia, come scritto sulla Legenda Aurea. Già famosa per la sua bellezza, essa venne infine completamente avvolta dai suoi capelli sempre più lunghi. La sua storia era il migliore esempio di redenzione e ascesi ottenuta attraverso il rifiuto del mondo, la mortificazione della carne, il pentimento e la preghiera.
Donatello fece anche a meno di quasi tutti gli attributi iconografici, quali il cranio, la croce, il vasetto di unguenti. L'esile figura è rappresentata in piedi, con una leggera rotazione della testa che permette una pluralità di punti di vista. Il volto è scavato, gli occhi sono infossati nelle orbite, la magrezza rivela i muscoli e tendini a fior di pelle. I lunghissimi capelli, ispidi e appiccicaticci, sono intrecciati intorno ai fianchi a mo' di macabro indumento e rendono il corpo scheletrito una massa informe. Le mani sono quasi giunte, in segno di preghiera, ma non si toccano, come se ella fosse colta nell'atto di iniziare un'umile supplica. 
La fisionomia della donna è deturpata e rinsecchita dai lunghi digiuni, dalle privazioni e autofustigazioni. I capelli attorno al volto e le incavature degli occhi disegnano ombre profonde, che evidenziano e incorniciano espressivamente il cranio e il collo rugoso. La bocca è dischiusa e lascia intravedere la chiostra dei denti; lo sguardo è fisso e attonito, in una angosciata immobilità.
Ancora oggi la visione della statua crea in alcuni visitatori un senso di straniamento e latente disagio, soprattutto fissandola negli occhi: vi si legge infatti tutta una serie di sentimenti profondi dell'animo umano (fatica, dolore, animo stanco), che non possono non muovere a compassione. Sembra di percepire nella Maddalena la vicinanza della morte e il degrado fisico portato fino alla soglia della decomposizione.
Capolavoro del naturalismo più vero, privo di idealizzazioni, la Maddalena segnò la crisi e il superamento espressionistico del classicismo di cui Donatello era stato il principale rappresentante in gioventù. La negazione della bellezza fisica privilegia vibranti valori drammatici e patetici, arrivando ad essere quasi "spettrale" (Rosenauer parlò di "mummia vivente").

## Materiale

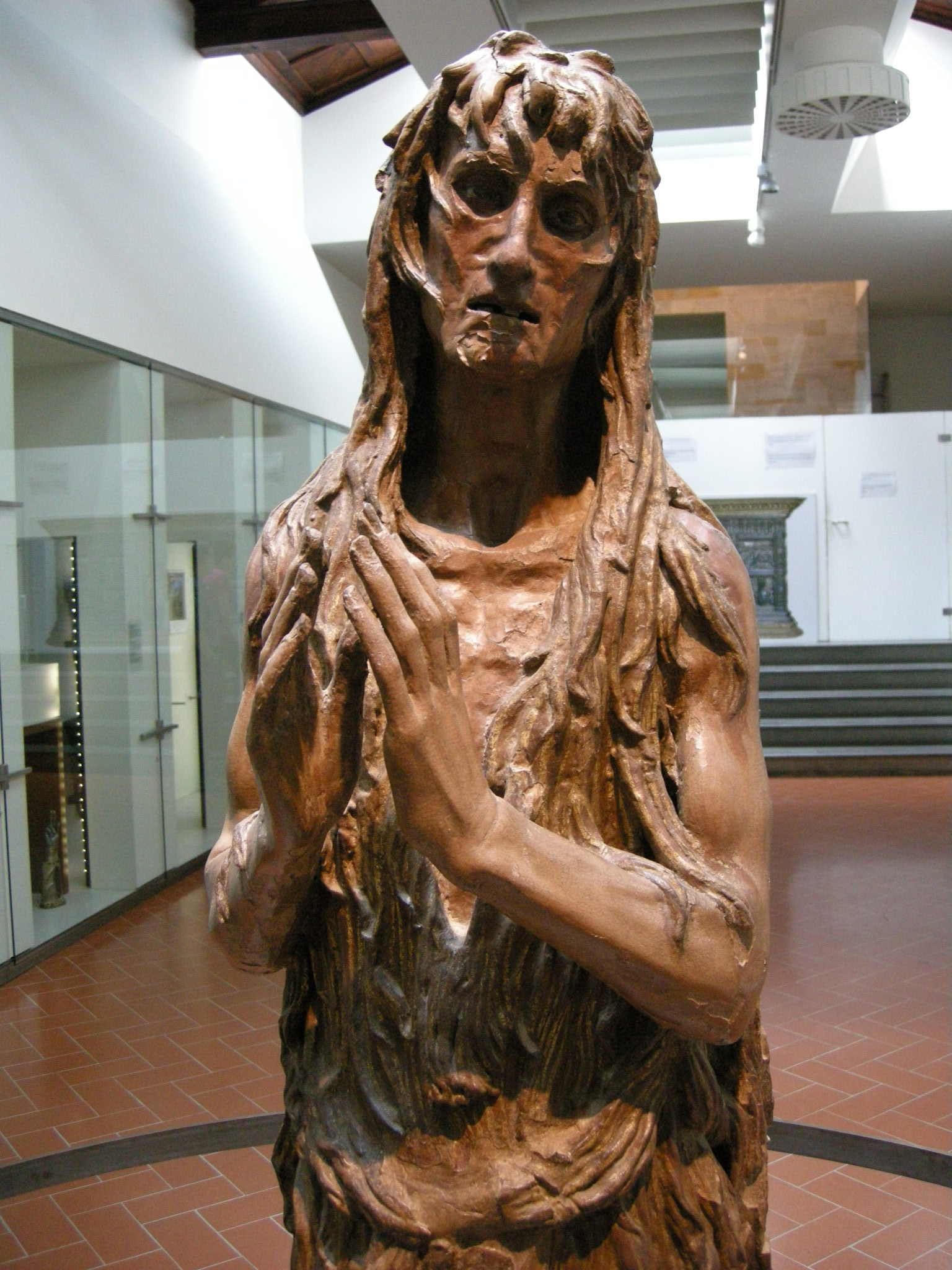
Dettaglio

L'opera è intagliata in legno di pioppo bianco. Il legno era un materiale difficile da scolpire in quanto, a differenza della pietra o del marmo, non consente sfumature e passaggi morbidi: per questo, dopo essere stato in auge nel Medioevo, l'uso del legno in scultura divenne via via più raro nel Rinascimento. 
In questo caso Donatello lo scelse perché doveva trattare un tema inconsueto, dove i contrasti e lo schematismo dell'intaglio si adattavano bene al soggetto drammatico e patetico. Donatello scelse quindi il materiale in funzione degli effetti di luce che intendeva ottenere, proprio come aveva fatto molti anni prima con la cantoria del Duomo. 
Donatello dipinse la scultura (tracce più significative si trovano oggi sulle spalle) e la integrò con stoppa nei capelli e gesso in altre finiture. Anche la scelta di questi materiali poveri rivela l'anticlassicismo dell'ultimo Donatello, attraversato da profonde inquietudini, che solo nel Cinquecento maturo del Manierismo si inizierà a comprendere ed apprezzare. Solo nel barocco poi l'idea del memento mori e del corpo che si avvia verso l'aldilà verrà ripresa e sviluppata.
Nel restauro concluso nel 1972 vennero riscoperte filettature d'oro nei capelli, che dovevano pallidamente ricordare l'originaria bellezza del soggetto, sfigurato dall'ascesi e dalla vecchiaia.